# Ernest Wilimowski
Ernest Otto Wilimowski (Kattowitz, 23 juni 1916 – Karlsruhe, 30 augustus 1997) was een Pools-Duits profvoetballer. Wilimowski wordt gezien als een van de beste en productiefste aanvallers die Polen ooit gekend heeft. Hij is zowel voor het Pools als Duits voetbalelftal uitgekomen.
Wilimowski werd geboren als Ernest Otto Prandella in het Duits-Poolse grensgebied Silezië als zoon van Duitse ouders. Zijn vader Ernest-Roman sneuvelde aan het Westfront in de Eerste Wereldoorlog en zijn moeder Paulina hertrouwde met een Pool. Ondanks zijn volledig Duitse opvoeding nam hij op dertienjarige leeftijd na adoptie de achternaam van zijn Poolse stiefvader aan. Door de toevoeging van Silezië aan de Tweede Poolse Republiek was hij officieel Pools staatsburger, maar hij refereerde aan zichzelf altijd als een Sileziër en sprak in het openbaar dan ook altijd in een Silezisch dialect.
De elftenige linkerspits was de allereerste speler die in één wedstrijd in de eindronde van een WK voetbal viermaal wist te scoren. Het zou 56 jaar duren alvorens zijn record verbroken werd. Wilimowski zou 1.175 doelpunten gemaakt hebben in zijn gehele carrière, inclusief doelpunten in vriendschappelijke wedstrijden. Dit getal kan echter niet bevestigd worden door een gebrek aan nauwkeurige wedstrijdverslaggeving in zijn speeldagen, onder meer door toedoen van de Tweede Wereldoorlog.

## Clubcarrière

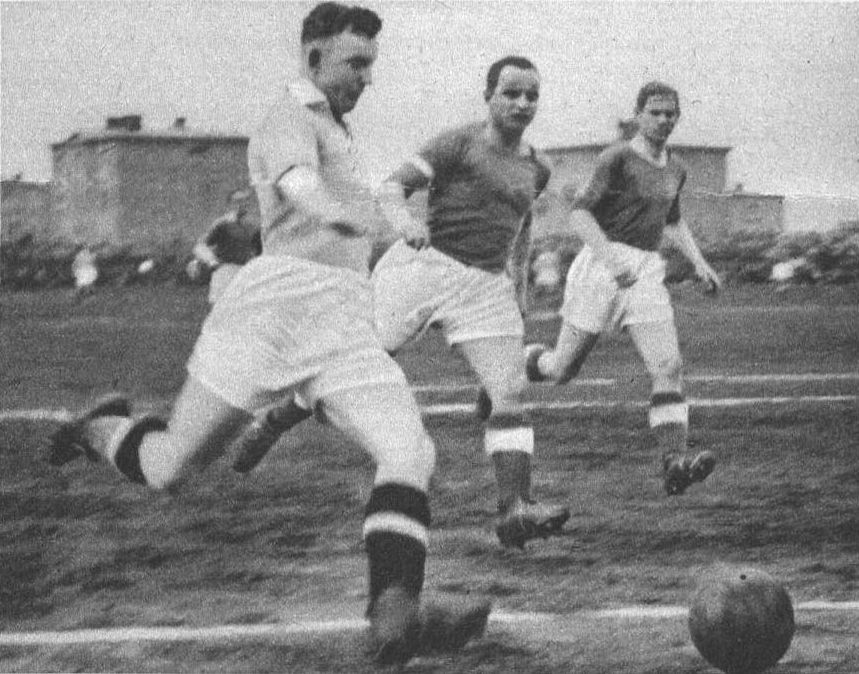
Wilimowski in actie voor Ruch tegen Warta Poznań in 1937.

### Polen
Wilimowski begon op negenjarige leeftijd met voetballen bij het van oorsprong Duitse 1. FC Kattowitz. In 1933 stapte hij over naar het Poolse Ruch Hajduki Wielkie, het latere Ruch Chorzów. In het eerste seizoen van de nieuwe opzet van de Ekstraklasa werd Ruch, net als een jaar eerder in de oude opzet, kampioen. Wilimoswki toonde gelijk zijn klasse en werd in zijn eerste seizoen topscorer met 34 doelpunten in 21 wedstrijden. De komende jaren bleef Ruch het Poolse voetbal domineren dankzij het gevaarlijke spitsenduo Wilimowski-Teodor Peterek, met de creatieve Gerard Wodarz daaromheen, onder meer resulterend in het vierde opeenvolgende kampioenschap in 1936. Dat jaar werd Wilimowski met 18 treffers opnieuw topscorer. Twee jaar later werd Ruch opnieuw kampioen, dankzij 19 doelpunten van Ezi.
De Ekstraklasa van 1939 werd door de Duitse inval in Polen vroegtijdig afgebroken. Op dat moment stond Ruch eerste met twee punten voorsprong op Wisła Kraków. Wilimowski had op dat moment al 25 keer gescoord, tien van deze doelpunten kwamen in de historische wedstrijd tegen Union Touring Łódź, die met 12-1 werd gewonnen. Deze tien doelpunten in één wedstrijd zijn nog altijd een competitierecord. In totaal speelde Wilimowski 86 competitiewedstrijden voor de Silezische grootmacht, waarin hij 112 goals wist te maken. Hiermee staat hij op de vijftiende plek in de topscorerslijst aller tijden van de Ekstraklasa, aangevoerd door Ernest Pol.

### Duitsland
Na de inval van Polen werd Wilimowski, als zoon van Duitse ouders, een zogeheten Volksduitser en door Duitsland ingelijfd. Omdat Polen niet toegestaan waren in clubverband te voetballen, werden Poolse clubs van de hand gedaan. Hoewel Ruch ver ging als Bismarckhütter SV 99, ging Wilimowski terug naar zijn jeugdclub 1. FC Kattowitz, in tegenstelling tot Wodarz en Peterek. NSDAP-officier Georg Joschke deed nog moeilijk over deze overgang, omdat Wilimowski zes jaar eerder het 'zuivere' 1. FC Kattowitz inruilde voor een Poolse club en deze dreigde hem met de letter 'P' op zijn kleren te laten spelen, zodat iedereen wist dat hij eigenlijk niet Duits was. Omdat Wilimowski's opgebouwde staat van dienst, ondanks zijn nog jonge leeftijd, dusdanig groot was, werd besloten hem dit niet te verplichten. Vanwege propogandaredenen werden zo veel mogelijk vooraanstaande voetballers uit de regio naar het Duitse Kattowitz gehaald, om het relatief Poolse Bismarckhütter te kunnen verslaan.
In februari 1940 verhuisde Wilimowski echter al naar Chemnitz, waar hij zich bij de Ordnungspolizei voegde en voor Polizei Sportverein Chemnitz ging spelen. Twee jaar later vertrok hij naar TSV 1860 München, waar hij op 15 november 1942 met één doelpunt in de finale tegen landskampioen FC Schalke 04 in het Olympiastadion (2-0) de Tschammerpokal wist te winnen. In 1944, toen de Tweede Wereldoorlog ten einde liep, moest Wilimowski alsnog in dienst bij de Wehrmacht en speelde hij nog even voor Luftwaffesportverein Mölders uit Krakau.
Na de oorlog werd Willimowski door de Poolse regering gezien als een verrader, omdat hij in de oorlogstijd gespeeld had met het hakenkruis op de borst en werd hij niet toegestaan terug te keren naar 'zijn' Silezië. Hij keerde terug naar Chemnitz en ging vanaf 1946 spelen voor SG Chemnitz-West. In 1948 keerde hij zuidwaarts en verbleef hij twee jaar bij BC Augsburg, alvorens zich voor eens en altijd in Karlsruhe te vestigen, waar hij met zijn vrouw een restaurant begon. In deze periode speelde hij nog voor enkele plaatselijke clubs, waaronder TSV Detmold, Offenburger FV, FC Singen 04 en VfR Kaiserslautern. In 1959 hing hij zijn voetbalschoenen aan de wilgen.

## Internationale carrière

### Polen
In 1934, slechts enkele weken na zijn debuut in de Ekstraklasa maakte Wilimowski zijn internationale debuut voor het Pools voetbalelftal tegen Denemarken op 21 mei 1934. Hij was toen slechts 17 jaar en 332 dagen. In vijf jaar zou hij tot 22 interlandwedstrijden komen, waarin hij 21 doelpunten maakte. Hierdoor staat hij tot op de dag van vandaag op de achtste plek van meest doeltreffende Polen. In de huidige top 10 staat echter niemand met zo weinig wedstrijden als hem.
Zijn productie voor Polen had echter veel groter kunnen zijn, want in 1936 werd hij door de PZPN voor een jaar geschorst van interlandwedstrijden wegens uitbundig alcoholgebruik. Hierdoor miste hij de Olympische Spelen van 1936 in Berlijn. De Polen, die het dus zonder hun meest productieve spits moesten doen, werden vierde, maar velen voelden dat er met zijn aanwezigheid ongetwijfeld een medaille, zo niet de gouden medaille, in had gezeten.
In de vijf jaren van 1934 tot 1939 dat Ezi voor Polen uitkwam, springen twee wedstrijden uit het oog. De eerste hiervan is de WK-wedstrijd van 1938 tegen Brazilië op 5 juni 1938 in het Stade de la Meinau te Straatsburg. De wedstrijd was historisch om meerdere redenen. Allereerst was het de eerste wedstrijd die Polen speelde op een groot eindtoernooi. Daarnaast wist een speler voor het eerst in de geschiedenis van het mondiale eindtoernooi viermaal in één wedstrijd te scoren: Ernest Wilimowski. Bij een 1-0-achterstand werd de nog maar 21-jarige Wilimowski onreglementair gevloerd door een verdediger en werd de stand vanuit de resulterende strafschop op gelijke hoogte gebracht door Fryderyk Scherfke. Na achterstanden van 1-3 en 3-4 bracht Wilimowski zijn land eigenhandig weer op gelijke hoogte, maar toen de Brazilianen in de verlenging op 4-6 kwamen, kon hij de stand enkel nog terugbrengen naar 5-6. Ondanks dat de wedstrijd verloren werd en Polen zo al na één wedstrijd werd uitgeschakeld, eindigde Wilimowski op de gedeelde vijfde plaats op de topscorerslijst van het toernooi. Wilimowski's record bleef 56 jaar lang onverbeterd. Ondanks dat het record meermaals werd geëvenaard, duurde het tot 1994, toen het Oleg Salenko was die vijf doelpunten wist te scoren tegen Kameroen.
Wilimowski's tweede meest historische wedstrijd was ook gelijk zijn laatste interland voor Polen. Op 27 augustus 1939 stond in Warschau de vriendschappelijk wedstrijd tegen een van de meest succesvolle landenteams van het moment op het programma: Hongarije. Een jaar eerder hadden de Hongaren nog de finale bereikt, waar Italië met 4-2 te sterk bleek. Na 33 minuten spelen stonden de Hongaren al 2-0 voor, maar dankzij een overtreding op Wilimowski, de resulterende strafschop en een hattrick van Ezi werd de wedstrijd alsnog met 4-2 gewonnen. Lang konden de Poolse fans echter niet nagenieten, want slechts vier dagen later begon de inval van Polen door Nazi-Duitsland.

### Duitsland
Doordat Wilimowski na de inval van Polen de Duitse nationaliteit aannam om op het hoogste niveau te kunnen blijven voetballen, was hij ook toegestaan om voor het Duits voetbalelftal uit te komen. Dit deed hij tussen 1941 en 1942 achtmaal. In zijn debuut tegen Roemenië (1-4 winst) op 1 juni 1941 scoorde hij gelijk twee keer. Ook tegen Kroatië kwam hij op het scoreformulier en tegen Finland (0-6 winst) wist hij zelfs een hattrick te maken.
Op 16 augustus 1942 speelde Wilimowski voor het eerst een echte thuiswedstrijd in een interland. In Beuthen, Opper-Silezië stond de wedstrijd tegen Roemenië op het programma. De wedstrijd, die met 7-0 gewonnen werd en waarin Wilimowski de laatste treffer voor zijn rekening nam, was het grootste sportevenement in bezet gebied in de Tweede Wereldoorlog, toen 55.000 fans 'hun' Wilimowski aan kwamen moedigen.
Twee maanden later scoorde Wilimowski voor de tweede keer in zijn carrière viermaal in één interland en ditmaal voor Duitsland: het sterke Zwitserland moest er aan geloven en ging met 5-3 onderuit in Bern. Wilimowski's laatste interland was op 22 november 1942 tegen Slowakije. In verband met de oorlog speelde Duitsland hierna geen interlands meer.
Tot zijn grote verdriet, werd Wilimowski na de oorlog niet meer opgeroepen, noch door Polen, noch door Duitsland. Volgens zijn dochter, was het niet deel mogen nemen aan het door West-Duitsland gewonnen WK van 1954 de grootste teleurstelling van zijn leven, ondanks dat hij zelfs toen (op zijn 38e) nog in de Oberliga Südwest, het hoogste niveau in Duitsland, speelde en zeer regelmatig doeltrof. In zijn acht interlands voor Duitsland scoorde Ezi 13 keer.

## Privé-leven
Na te zijn gestopt met voetballen, richtte Wilimowski zich nog even op zijn restaurant, alvorens in een plaatselijke naaimachinefabriek van Pfaff te gaan werken, wat hij tot zijn 62e bleef doen. Toen het Wereldkampioenschap voetbal 1974 in Duitsland plaatsvond, zou Wilimowski een bezoek willen brengen aan het Poolse elftal, maar werd zijn verzoek afgewezen door de Poolse voetbalbond. In 1995 werd hij door Ruch Chorzów uitgenodigd in verband met het 75-jarige jubileum van de club. Omdat zijn vrouw Klara echter ziek was, besloot hij thuis te blijven. Op 30 augustus 1997 overleed de oud-international van zowel Polen als Duitsland op 81-jarige leeftijd in Karlsruhe, maar volgens zijn dochter had hij Katowice nooit verlaten, als er geen oorlog geweest was.

## Trivia
- Wilimowski had elf tenen: aan zijn rechtervoet had hij een zesde teen.
- Na zijn vier doelpunten in de WK-wedstrijd tegen Brazilië, zou de Braziliaanse bond geprobeerd hebben om hem over te halen om voor Brazilië uit te gaan komen. Er zou zelfs al een contract voor hem hebben klaargelegen.
- Wilimowski zou goede vrienden zijn geweest met Paus Johannes Paulus II, de Poolse Karol Wojtyła uit Wadowice. De twee hadden veel gemeen: de vier jaar jongere Wojtyła was een fervent doelman in zijn jongere jaren en Wilimowski was een toegewijd christen.
- Wilimowski had de slechte gewoonte de doelman uit te lachen nadat hij gescoord had.